# Blue Monday (jour)
Pour les articles homonymes, voir Blue Monday.
Le Blue Monday (littéralement « lundi bleu » ou « lundi déprimé ») est le surnom donné en 2005 au jour supposément le plus déprimant de l'année par une campagne publicitaire pour Sky Travel (en), une chaîne de télévision du Royaume-Uni consacrée aux voyages. En général, cette journée correspond au troisième lundi de janvier. L'expression fait parfois plus généralement référence aux variations hebdomadaires de l'humeur et à l'idée que le lundi est le jour le plus triste de la semaine. L'auteur de la « formule » permettant de déterminer ce jour a finalement indiqué que celle-ci ne signifiait rien.

## Origine
Ce nom a été donné en 2005 par une campagne de publicité de Sky Travel (en), une chaîne de télévision du groupe Sky au Royaume-Uni consacrée aux voyages. D'après Sky Travel, ce lundi serait le point de convergence de plusieurs paramètres négatifs dont le début de la semaine (lundi), le salaire du mois pas encore tombé, la météo, saison froide et nuits longues depuis déjà un certain temps et encore pour plusieurs semaines, la période post-fêtes dont les dettes de Noël non remboursées, l'arrêt des bonnes résolutions, paramètres pouvant se mettre en formule pour en déduire la date… La date est apparue dans un communiqué de presse paru sous le nom du Dr Cliff Arnall, psychologue devenu alors tuteur au Centre for Lifelong Learning attaché à l'université de Cardiff. Le journaliste du Guardian Ben Goldacre rapporte que le communiqué (avec sa formule) a été envoyé pré-écrit à plusieurs universitaires par l'agence de communication Porter Novelli en proposant un paiement à quiconque accepterait de le signer de son nom. The Guardian a également publié un communiqué précisant que l'« université de Cardiff nous a demandé de préciser que Cliff Arnall est un ancien tuteur de l'université qu'il a quittée en février [2006] » et un autre communiqué révélant que Cliff Arnall a été également commissionné par Wall's, une marque de glace, pour médiatiser le jour le plus heureux de l'année. Cliff Arnall déclarera par la suite que sa formule pour calculer le jour le plus déprimant de l'année n'a pas de sens.

## Formule du jour le plus déprimant de l'année
avec
- {\displaystyle W} : (weather) météo ;
- {\displaystyle (D-d)} : (debt) différence des dettes contractées à la période des fêtes avec la capacité effective de remboursement avant la prochaine paie ;
- {\displaystyle T} : (time) le temps écoulé depuis Noël ;
- {\displaystyle Q} : temps écoulé depuis les bonnes résolutions du Nouvel An ;
- {\displaystyle M} : manque de motivation ;
- {\displaystyle N_{a}} : besoin d'agir.

{\displaystyle D} et les unités ne sont pas définies dans la formule.

## Formule du jour le plus heureux de l'année
Voici des initiales
- {\displaystyle O} : (outdoor activities) activités extérieures ;
- {\displaystyle N} : nature ;
- {\displaystyle I} : interactions sociales ;
- {\displaystyle S} : (childhood and other positive memories) souvenirs positifs, la plupart souvenirs de l'enfance ;
- {\displaystyle T} : température ;
- {\displaystyle P} : (holiday excitement) proximité de ses propres congés / vacances.

Pour les dernières années, cette date (calculée en utilisant la formule du Dr Cliff Arnall) a été au cours de la seconde moitié de juin.

## Dates du blues du lundi
Les dates sont comprises entre le 15 et le 21 janvier :
- 2005 : 17 janvier
- 2006 : 16 janvier
- 2007 : 15 janvier
- 2008 : 21 janvier
- 2009 : 19 janvier
- 2010 : 18 janvier
- 2011 : 17 janvier
- 2012 : 16 janvier
- 2013 : 21 janvier
- 2014 : 20 janvier
- 2015 : 19 janvier
- 2016 : 18 janvier
- 2017 : 16 janvier
- 2018 : 15 janvier
- 2019 : 21 janvier
- 2020 : 20 janvier
- 2021 : 18 janvier
- 2022 : 17 janvier
- 2023 : 16 janvier
- 2024 : 15 janvier
- 2025 : 20 janvier
- 2026 : 19 janvier
- 2027 : 18 janvier
- 2028 : 17 janvier
- 2029 : 15 janvier
- 2030 : 21 janvier
- 2031 : 20 janvier
- 2032 : 19 janvier
- 2033 : 17 janvier
- 2034 : 16 janvier